# Liste von Sehenswürdigkeiten der Stadt Bern
Die Liste der Sehenswürdigkeiten der Stadt Bern zeigt die Sehenswürdigkeiten der Schweizer Bundesstadt auf.

## Legende
- Gebäude: Nennt den Gebäudenamen.
- Stadtteil: Gibt den Stadtteil an, in welchem das Gebäude steht.
- Erbauungsjahr: Nennt das Erbauungsjahr, allenfalls auch der heutigen Form.
- Bild: Zeigt ein Bild des Gebäudes.

Hinweis: Die Liste ist sortierbar: Durch Anklicken eines Spaltenkopfes wird die Liste nach dieser Spalte sortiert, zweimaliges Anklicken kehrt die Sortierung um. Durch das Anklicken zweier Spalten hintereinander lässt sich jede gewünschte Kombination erzielen.

## Tabelle
| Gebäude                                         | Stadtteil                              | Erbauungsjahr              | Bild |
| ----------------------------------------------- | -------------------------------------- | -------------------------- | ---- |
| Bahnhof Bern                                    | Länggasse-Felsenau                     | 1974                       |      |
| Welle von Bern                                  | Länggasse-Felsenau                     | 12. Dezember 2004          |      |
| Grosse Schanze                                  | Länggasse-Felsenau                     | 1634                       |      |
| Universität Bern                                | Länggasse-Felsenau                     | 1834                       |      |
| Bahnhofplatz Bern                               | Länggasse-Felsenau                     | 31. Mai 2008               |      |
| Heiliggeistkirche                               | Innere Stadt                           | 1726 – 1729                |      |
| Hirschengraben                                  | Mattenhof-Weissenbühl                  | 1877                       |      |
| Kleine Schanze                                  | Mattenhof-Weissenbühl                  | 1623                       |      |
| Dreifaltigkeitskirche                           | Mattenhof-Weissenbühl                  | 1896 – 1899                |      |
| Marzilibahn                                     | Mattenhof-Weissenbühl                  | 18. Juli 1885              |      |
| Marzilibad                                      | Mattenhof-Weissenbühl                  | 1782                       |      |
| Bundeshaus                                      | Innere Stadt                           | 1852 – 1857                |      |
| Bundesplatz                                     | Innere Stadt                           | 1902                       |      |
| Käfigturm                                       | Innere Stadt                           | 1641 – 1644                |      |
| Holländerturm                                   | Innere Stadt                           | 1256                       |      |
| Zytglogge                                       | Innere Stadt                           | 1218 – 1220                |      |
| Kornhaus                                        | Innere Stadt                           | 1711 – 1715                |      |
| Stadttheater Bern                               | Innere Stadt                           | 1903                       |      |
| Französische Kirche                             | Innere Stadt                           | ca. 1270 – 1280            |      |
| Kornhausbrücke                                  | Innere Stadt / Breitenrain-Lorraine    | 13. Januar 1895            |      |
| Lorrainebrücke                                  | Innere Stadt / Breitenrain-Lorraine    | 1928 – 1930                |      |
| Blutturm                                        | Innere Stadt                           | 1335                       |      |
| Botanischer Garten                              | Breitenrain-Lorraine                   | 1862                       |      |
| Kunstmuseum und Kunsthistorisches Seminar       | Innere Stadt                           | 1876 – 1878                |      |
| Kultur Casino                                   | Innere Stadt                           | 1906 – 1908                |      |
| Einsteinhaus                                    | Innere Stadt                           | k. A.                      |      |
| Zähringerbrunnen                                | Innere Stadt                           | 1535                       |      |
| Kirche St.-Peter-und-Paul                       | Innere Stadt                           | 1858 – 1864                |      |
| Rathaus und Staatskanzlei                       | Innere Stadt                           | 1406 – 1415                |      |
| Münster                                         | Innere Stadt                           | 1421                       |      |
| Münsterplattform                                | Innere Stadt                           | 1334                       |      |
| Erlacherhof                                     | Innere Stadt                           | 1745 – 1752                |      |
| Nydeggkirche                                    | Innere Stadt                           | 1341 – 1346                |      |
| Nydeggbrücke                                    | Innere Stadt / Kirchenfeld-Schosshalde | 1840                       |      |
| Untertorbrücke                                  | Innere Stadt / Kirchenfeld-Schosshalde | 1461                       |      |
| Bärengraben                                     | Kirchenfeld-Schosshalde                | 1857                       |      |
| Rosengarten                                     | Kirchenfeld-Schosshalde                | 1913                       |      |
| Kirchenfeldbrücke                               | Innere Stadt / Kirchenfeld-Schosshalde | 24. September 1883         |      |
| Helvetiaplatz                                   | Kirchenfeld-Schosshalde                | 24. September 1882         |      |
| Historisches Museum                             | Kirchenfeld-Schosshalde                | 1892 – 1894                |      |
| Schweizerisches Alpines Museum                  | Kirchenfeld-Schosshalde                | 1933                       |      |
| Naturhistorisches Museum                        | Kirchenfeld-Schosshalde                | 1932 – 1934                |      |
| Museum für Kommunikation                        | Kirchenfeld-Schosshalde                | 1990                       |      |
| Kunsthalle                                      | Kirchenfeld-Schosshalde                | 1917 – 1918                |      |
| Schweizerische Nationalbibliothek               | Kirchenfeld-Schosshalde                | 1931                       |      |
| Berner Altstadt                                 | Innere Stadt                           |                            |      |
| Stadtarchiv                                     | Kirchenfeld-Schosshalde                | 2. November 2009           |      |
| Stiftsgebäude                                   | Innere Stadt                           | 1427 – 1435                |      |
| Tscharnerhaus                                   | Innere Stadt                           | 1733 – 1735                |      |
| Häuserzeile Kramgasse                           | Innere Stadt                           | zwischen 1650 und 1700     |      |
| Häuserzeile Gerechtigkeitsgasse                 | Innere Stadt                           | k. A.                      |      |
| Hôtel de Musique (Cafe du Théâtre)              | Innere Stadt                           | 1770                       |      |
| Béatrice-von-Wattenwyl-Haus (Frischinghaus)     | Innere Stadt                           | 1690                       |      |
| Oberes May-Haus (mit Erker)                     | Innere Stadt                           | 1515                       |      |
| Burgerkanzlei (Gartenansicht Seite Kochergasse) | Innere Stadt                           | 1514 – 1515                |      |
| Burgerspital                                    | Innere Stadt                           | 1742                       |      |
| Schloss Wittigkofen                             | Kirchenfeld-Schosshalde                | Mitte des 13. Jahrhunderts |      |
| Villenquartier Kirchenfeld                      | Kirchenfeld-Schosshalde                | k. A.                      |      |
| Neubrügg                                        | Länggasse-Felsenau/Kirchlindach        | 1534 – 1535                |      |
| Hauptwache                                      | Innere Stadt                           | 1766 – 1767                |      |
| Gewerbeschule                                   | Breitenrain-Lorraine                   | April 1939                 |      |
| Psychiatrische Universitätsklinik               | Kirchenfeld-Schosshalde                | 1911 – 1913                |      |
| Kantonale Kaserne                               | Breitenrain-Lorraine                   | 1873 – 1878                |      |
| Wasserschloss                                   | Kirchenfeld-Schosshalde                | 1881                       |      |
| Pfeiferbrunnen                                  | Innere Stadt                           | 1545 – 1546                |      |
| Ryfflibrunnen                                   | Innere Stadt                           | 1545                       |      |
| Anna-Seiler-Brunnen                             | Innere Stadt                           | 1545 – 1546                |      |
| Schützenbrunnen                                 | Innere Stadt                           | 1527                       |      |
| Kindlifresserbrunnen                            | Innere Stadt                           | 1545 – 1546                |      |
| Simsonbrunnen                                   | Innere Stadt                           | 1527                       |      |
| Mosesbrunnen                                    | Innere Stadt                           | 1544                       |      |
| Kreuzgassbrunnen                                | Innere Stadt                           | 1666                       |      |
| Vennerbrunnen                                   | Innere Stadt                           | 1542                       |      |
| Gerechtigkeitsbrunnen                           | Innere Stadt                           | 1543                       |      |
| Läuferbrunnen                                   | Innere Stadt                           | 1545                       |      |
| Glasbrunnen                                     | Länggasse-Felsenau                     | ausgehendes MA             |      |
| Universitätsbibliothek und Burgerbibliothek     | Innere Stadt                           | 1528 – 1535                |      |
| Staatsarchiv des Kantons Bern                   | Länggasse-Felsenau                     | 1803                       |      |
| Bundesarchiv                                    | Kirchenfeld-Schosshalde                | 1896 – 1899                |      |
| Eidgenössische Münzstätte                       | Kirchenfeld-Schosshalde                | 1906                       |      |
| Eidgenössisches Archiv für Denkmalpflege        | Kirchenfeld-Schosshalde                | ca. 1885                   |      |
| Schweizerische Theatersammlung                  | Länggasse-Felsenau                     | 1978                       |      |
| Keltisches Oppidum und römischer Vicus          | Länggasse-Felsenau                     | k. A.                      |      |
| Rathaus zum Äusseren Stand                      | Innere Stadt                           | 1731                       |      |
| Gespensterhaus Bern                             | Innere Stadt                           | k. A.                      |      |